# Sotteville-sur-Mer

Sotteville-sur-Mer este o comună în departamentul Seine-Maritime, Franța. În 1 ianuarie 2022 avea o populație de 394 de locuitori.